# Lakalaiva
Lakalaiva est un quartier de Tampere en Finlande.

## Description
Lakalaiva est un quartier du sud de Tampere. 
Il abrite des entreprises industrielles et il est traversé par la voie périphérique de Tampere. 
La valtatie 3 venant d'Helsinki traverse sa partie orientale.
Ses quartiers voisins sont Vuores, Koivistonkylä, Peltolammi, Sarankulma et Härmälä.

## Galerie

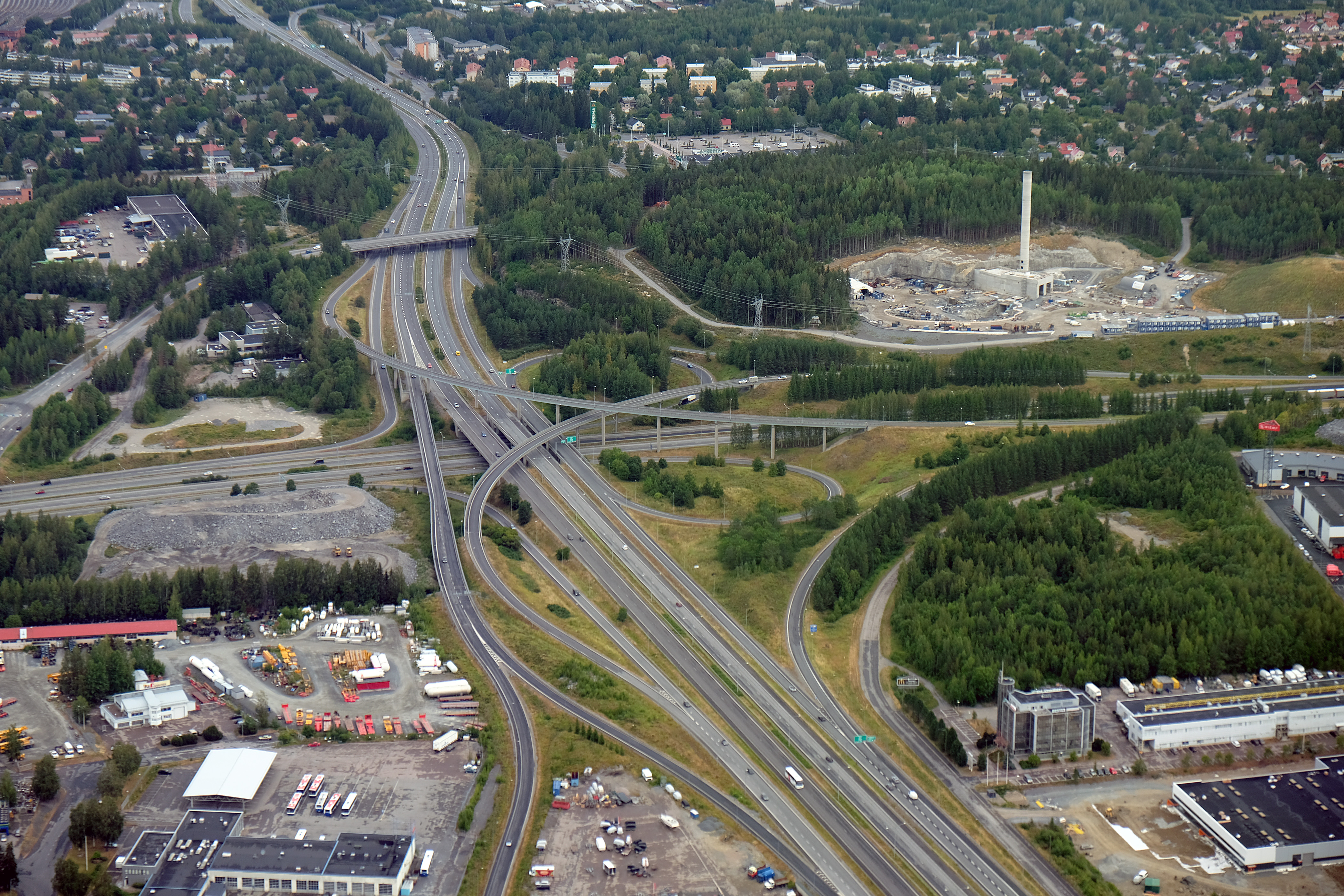